# Kamienica przy ulicy Warszawskiej 31 w Katowicach
Kamienica przy ulicy Warszawskiej 31 w Katowicach – zabytkowa narożna kamienica mieszkalno-handlowo-usługowa, położona przy ulicy Warszawskiej 31 i ulicy Francuskiej 2 w Katowicach, w dzielnicy Śródmieście. Została ona wzniesiona w 1902 roku w miejsce powstałej w połowie XIX wieku willi Richarda Holtzego. Została ona zaprojektowana przez Maxa Grünfelda w stylu secesyjnym. 

## Historia

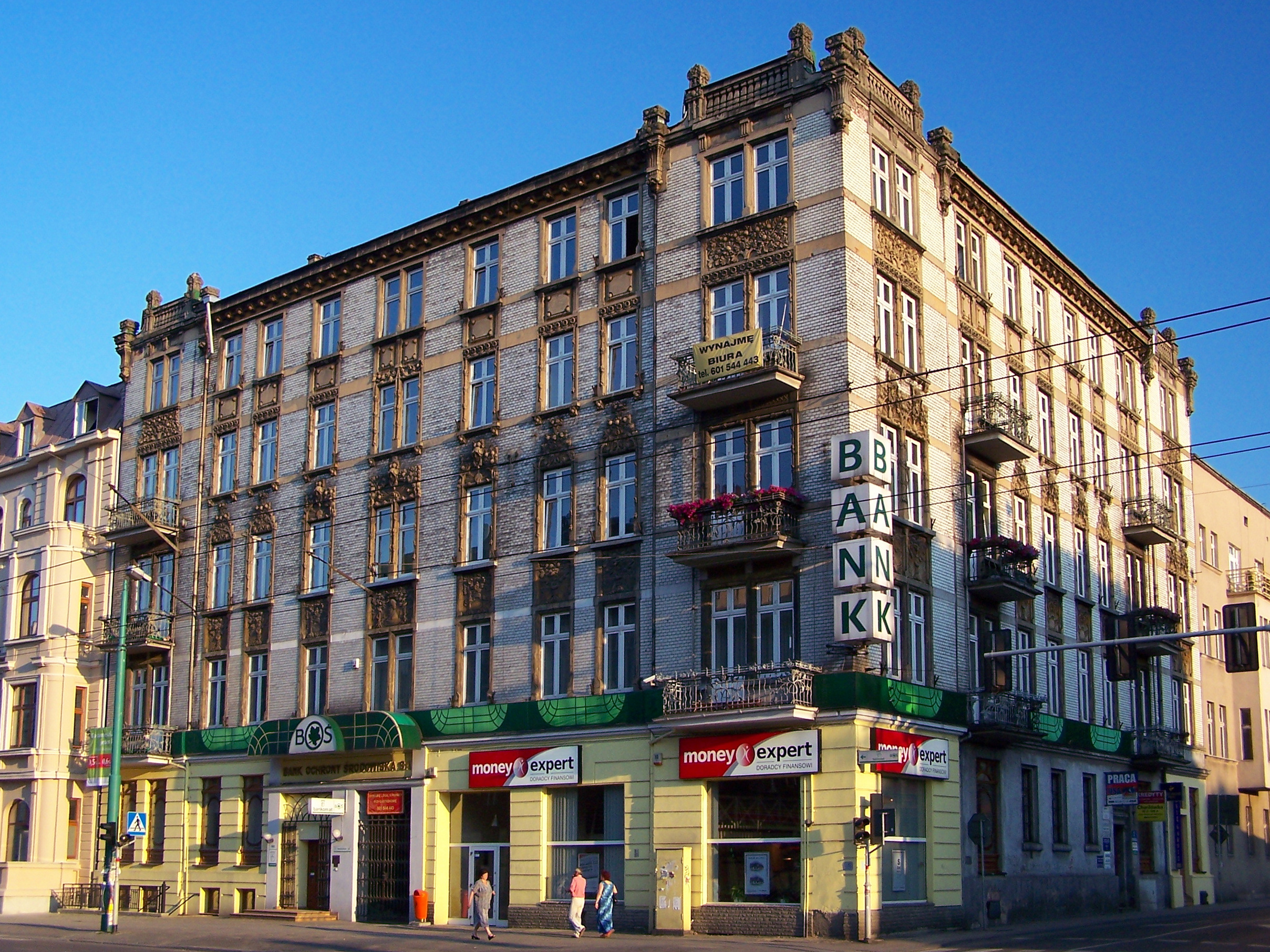
Kamienica w 2008 roku

Kamienica została wzniesiona w miejsce willi Richarda Holtzego wybudowanej około 1855 roku. Istniała ona do początku XX wieku, kiedy to około 1901 roku została rozebrana. Rok później w miejscu po niej została oddana do użytku nowa secesyjna kamienica wzniesiona przez firmę budowlaną Ignatz Grünfeld Baugeschaft.  Budynek zaś zaprojektował Max Grünfeld. Po wyburzeniu domu zadbano o to, by pozostała pamięć po Richardzie Holtzu – nowi właściciele umieścili na kamienicy relief z jego profilem.
W 1935 roku właścicielem zarówno części kamienicy przy ówczesnej ulicy Marszałka Piłsudskiego 31, jak i przy ulicy Francuskiej 2 była spółka akcyjna Śląskie Kopalnie i Cynkownie. Zamieszkiwali ją wówczas mieszkańcy różnej profesji, w tym emerytowany wiceprezes Sądu Apelacyjnego Konstanty Ostrowicz. Działała tu też kancelaria adwokacka.
Kamienicę wpisano do rejestru zabytków nieruchomych województwa katowickiego 31 maja 1995 roku pod numerem A/1570/95, a 9 czerwca 2020 roku zyskała nowy numer – A/664/2020. Ochroną objęto cały budynek.
W lipcu 2023 roku w systemie REGON zarejestrowanych było 35 aktywnych podmiotów gospodarczych z siedzibą przy ulicy Warszawskiej 31, w tym m.in.: kancelarie radców prawnych, adwokackie i komornicze, biura rachunkowe i podatkowe, ośrodek szkolenia kierowców, klub nocny oraz gabinet psychoterapeutyczny, a przy ulicy Francuskiej 2 zarejestrowane były wówczas 4 podmioty gospodarcze, w tym m.in.: agencja nieruchomości, fryzjer i szisza bar. 
| - Widokówka z 1913 roku przedstawiająca m.in. zawartą pośrodku kamienicę przy ulicy Warszawskiej 31; jeszcze z zachowaną narożną wieżyczką - Przedwojenna widokówka z tej samej perspektywy; kamienica przy ulicy Warszawskiej 31 po przebudowie |

## Charakterystyka

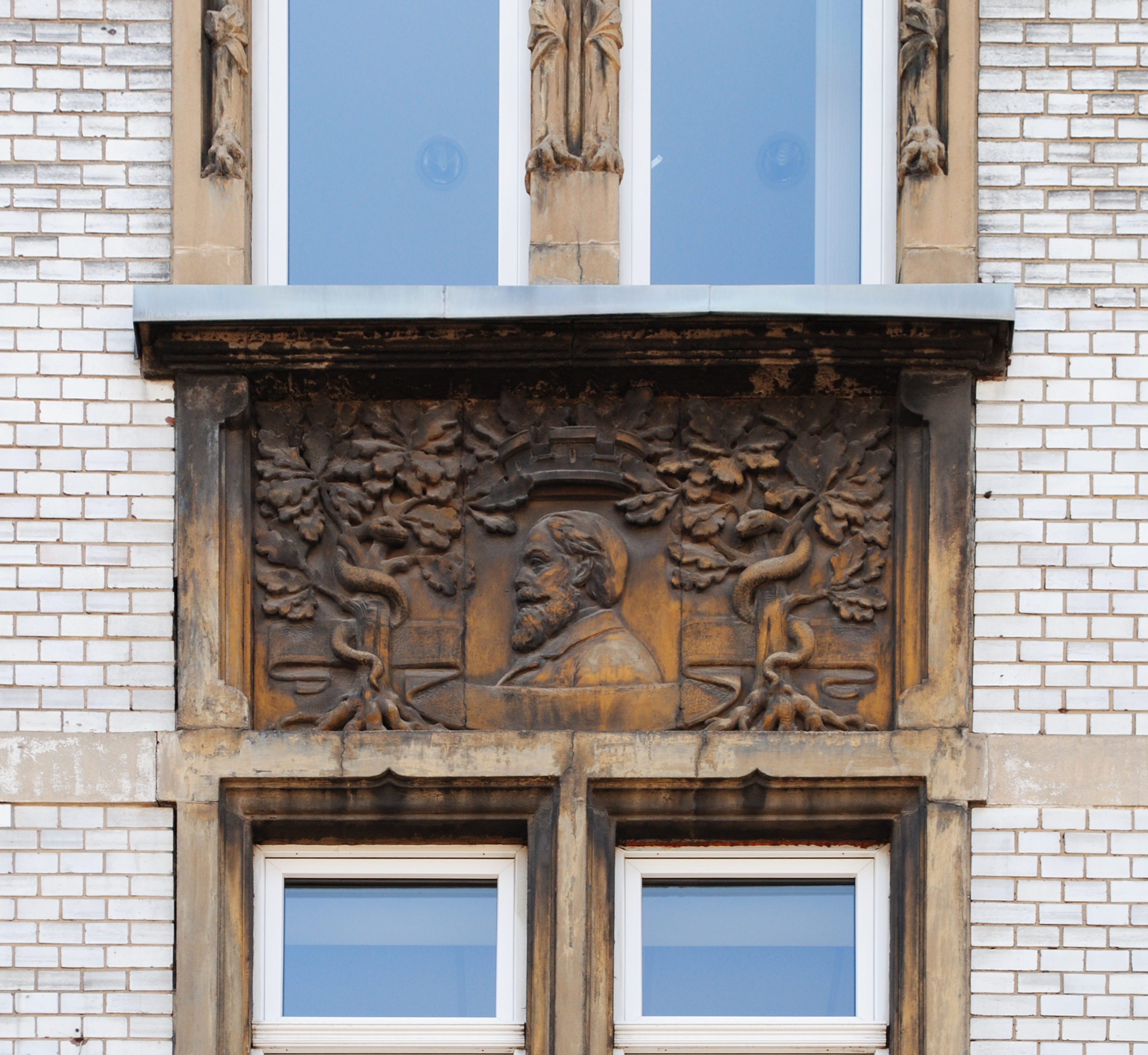
Relief przedstawiający profil Richarda Holtzego

Kamienica mieszkalno-handlowo-usługowa położona jest w narożniku ulic Warszawskiej 31 i Francuskiej 2 w Katowicach, na terenie dzielnicy Śródmieście. Usytuowana jest ona w narożniku zwartej pierzei zabudowy.
Jest to budynek murowany z cegły, z elewacjami tynkowanymi na parterze i z białej cegły glazurowanej na wyższych kondygnacjach, powstały na planie czworoboku z podwórzem typu „studnia” pośrodku, zwieńczony dachem dwuspadowym kalenicowym krytym papą. Powierzchnia zabudowy budynku wynosi 925 m². Posiada 5 kondygnacji nadziemnych i 1 podziemną.
Architektonicznie budynek reprezentuje styl secesyjny. Elewacja frontowa kamienicy (od strony ulicy Warszawskiej) jest jedenastoosiowa, a od strony ulicy Francuskiej dziesięcioosiowa, z czego skrajne osie z obydwu stron są wysunięte nieznacznym ryzalitem zwieńczonymi ściankami kolankowymi i wazonami. Na tych osiach znajdują się też balkony. Podziały horyzontalne wydzielono opaskami tynkowymi. Elewacje zakończone są wydatnymi gzymsami wspartymi na kroksztynach. Otwory okienne kamienicy zawarte są w bardzo dekoracyjnych oprawach z piaskowca, a stolarka okienna jest czterokomorowa ze ślemieniem. Na fasadzie od strony ulicy Warszawskiej, pomiędzy drugą a trzecią kondygnacją w środkowej osi zachował się relief  przedstawiający Richarda Holtzego umieszczonego pomiędzy dwoma dębami. Pierwotnie kamienica posiadała dodatkowo narożną wieżyczkę.
Oficyny kamienicy są pięciokondygnacyjne i tynkowane.
Brama przejazdowa znajduje się od ulicy Warszawskiej, w osi środkowej kamienicy, kryta sufitem płaskim ze stiukową dekoracją ramową. Sień jest dwupoziomowa, nakryta sufitem z fasetami. Schody są dwubiegowe, żeliwne, z drewnianymi stopniami i balustradami.
Kamienica wpisana jest do rejestru zabytków nieruchomych, a także do gminnej ewidencji zabytków miasta Katowice.